# إليز ستيفانيك
إليز ستيفانيك (بالإنجليزية: Elise Stefanik)‏ (و. 1984 – م) هي سياسية من الولايات المتحدة الأمريكية. ولدت في ألباني، نيويورك.
وهي عضوة في الحزب الجمهوري.

## التعليم
تعلمت في جامعة هارفارد.